# Louth (hrabstwo)
Louth (wym. [ˈlaʊð]; irl. Contae Lú) – hrabstwo na wschodnim wybrzeżu Irlandii. Hrabstwo to jest najmniejszym z hrabstw irlandzkich. Bierze ono nazwę od wioski Louth (irl. Lughbhadh, odnoszące się do celtyckiego boga Lugh). Większość populacji hrabstwa żyje w stolicy Dundalk lub mieście Drogheda. Często nazywane jest „wee county”, tzn. maleńkie hrabstwo.